# Lawson
Lawson — британская поп-рок группа, основанная в Лондоне в 2009 году. На данный момент все синглы выпущенные группой вошли в первую двадцатку британского чарта, тем самых достигая третьей позиции. Контракт с «Polydor Records» позволил им выпустить дебютный альбом, который был сертифицирован «золотым диском». В апреле 2020 года группа объявила о возвращении с синглом «Lovers».

## История
После окончания Брайтонского института современной музыки барабанщик Адам Питтс начал искать певца и автора песен. Спустя три месяца он встречает Энди Брауна в Лондоне и они решают создать музыкальную группу. Позже к ним присоединяются Райан Флетчер и Джоэл Пит.
В 2010 году группа начинает давать концерты по всей Великобритании, в том числе выступив на «Wireless Festival» и «Ultrasound Festival». Группе вскоре приходится выступать на разогреве у одной из популярных британских поп-групп The Wanted, а также открывать концерты Аврил Лавин, Уилла Янга и Джесси Джей. Вскоре Lawson подписывают контракт с мейджор-лейблом «Polydor Records» и начинают работать над своим дебютным студийным альбомом.
Так, в конце мая 2012 года состоялся релиз первого сингла, выпущенного в поддержку будущего альбома. Трек назывался «When She Was Mine», в нём группа рассказала о том, как одному из солистов было трудно пережить расставание с бывшей девушкой. Композиция сразу полюбилась многими, в том числе и музыкальными критиками, которые дали ей положительную оценку. Также сингл неплохо продался, что показал в итоге официальный британский чарт, где композиция достигла пиковой 4-й позиции.
После такого удачного дебюта коллектив не остановился на достигнутом и выпустил ещё два сингла, перед самим релизом альбома. Обе композиции, «Taking Over Me» и «Standing in the Dark», вошли в первую десятку хит-парада Великобритании, где первая заняла 3-е место, а вторая — 6-е. В то время как эти оба сингла покоряли чарты, Lawson успели объявить дату выпуска дебютного альбома, а также даты небольшого тура в его поддержку. Долгожданная дебютная пластинка, под названием «Chapman Square», реализовалась 22 октября. В её написании, как заявили сами музыканты группы, они вдохновились творчеством известных американских кантри-исполнителей, таких как Джон Мейер и Тейлор Свифт. «Chapman Square» дебютировал в британском альбомном чарте с 5-й позиции и пробыл в нём почти 20 недель, достигая в итоге пиковой 4-й позиции.
2013 год для Lawson начался очередными гастролями, только помимо графика по Великобритании и Ирландии, они ещё сыграли свои концерты и в Северной Америке. Вскоре после завершения концертного тура «Chapman Square Tour», который пошёл в поддержку одноименного дебютного альбома, Lawson представили новый сингл. Им стала композиция «Brokenhearted», записанная при участии американского рэпера B.o.B. Как позже сообщили ребята, этот сингл предназначен для переиздания альбома «Chapman Square». К релизу самого переиздания Lawson успели выпустить ещё один трек в качестве сингла — «Juliet». На эту композицию также был представлен видеоклип, который оказался для группы особенным. Помимо участников коллектива, в нём снялась известная британская модель Келли Брук, в роли самой Джульетты. Эта особенность вернула их в лидирующую тройку «UK Singles Chart», что не происходило с давно.
Само переиздание дебютного диска поступило в продажу сразу после релиза «Juliet». Помимо этого сингла и «Brokenhearted», в него вошло оригинальное издание альбома вместе с четырьмя новыми трека, а также акустические версии всех ранее изданных синглов. Так альбом «Chapman Square», вместе с переизданием, был сертифицирован «золотым», продав свыше 100 000 копий.

## Состав группы
- Энди Браун (род. 8 мая 1987, Ливерпуль) — вокал, гитара.
- Джоэл Пит (род. 27 июня 1990, Ноттингем) — гитара, бэк-вокал.
- Райан Флетчер (род. 9 января 1990, Шеффилд) — бас-гитара, бэк-вокал.
- Адам Питтс (род. 24 декабря 1990, Брайтон) — ударные.

## Дискография
Студийные альбомы
- «Chapman Square» (2012)
- «Chapman Square: Chapter II» (2013)
- «Perspective» (2016)

Синглы
- «When She Was Mine» (2012)
- «Taking Over Me» (2012)
- «Standing In The Dark» (2012)
- «Learn To Love Again» (2012)
- «Brokenhearted» (feat. B.o.B; 2013)
- «Juliet» (2013)
- «Under The Sun» (2015)
- «Roads» (2015)
- «Money» (2016)
- «Where My Love Goes» (2016)
- «Lovers» (2020)

## Видеография
- «When She Was Mine» (режиссёр Деклан Уайтблум; 2012)
- «Taking Over Me» (режиссёр Джош Форбс; 2012)
- «Standing In The Dark» (режиссёр Ник Бартлит; 2012)
- «Learn To Love Again» (режиссёр Шейн Дрейк; 2012)
- «Brokenhearted» (режиссёр Деклан Уайтблум; 2013)
- «Juliet» (режиссёр Карли Кассен; 2013)
- «Roads»  (2015)
- «We Are Kings»  (2015)
- «Under The Sun»  (2015)
- «Money»  (2016)
- «Where My Love Goes »  (2016)